# Тернівський ландшафтний заказник
Те́рнівський заказник — ландшафтний заказник місцевого значення в Україні. Розташований у межах Павлоградського району Дніпропетровської області, поблизу сіл Нова Дача, Нова Русь, Зелене та Поперечне. 
Площа 2156,4 га. Статус присвоєно 2008 року. Перебуває у віданні: Павлоградська райдержадміністрація. 
Статус присвоєно для збереження цінних степових природних комплексів у долині річки Тернівка (притока Самари).